# Small Talk
Pour l’article ayant un titre homophone, voir Smalltalk.
 (mars 2020).
Singles de Katy Perry
Never Really Over
(2019) Harleys in Hawaii
(2019)
Small Talk est une chanson de Katy Perry. Elle est sortie le 9 août 2019 sous le label Capitol Records après avoir été annoncée sous forme de petites photos annonce à partir du 6 août 2019. 
La chanson a été écrite par Katy Perry, Jacob Kasher et produite par Charlie Puth et Johan Carlsson de Carolina Liar.
Le contenu lyrique du titre explore le déclin d’une relation amoureuse et le fait qu'après avoir passé des années à s'aimer, les personnes ne se parlent plus et redeviennent des inconnus.

## Genèse
Le single a d'abord été annoncé par le producteur du titre, Charlie Puth, sur un post Instagram en juillet 2019.
Le 6 et le 7 août 2019, c'est Katy Perry qui a entrepris la promotion de son single sur ces réseaux sociaux.

## Production
Katy Perry a dévoilé sur ses réseaux sociaux les coulisses de la production du titre avec le chanteur Charlie Puth le 9 août 2019 soit le jour de la sortie du single. On[Qui ?] y découvre alors le chanteur faisant du beat-boxing sur la voix de Katy Perry. Également la chanteuse nous informe que le titre a été produit le 11 mars 2019 soit cinq mois avant sa sortie[pertinence contestée].

## Vidéos
Le 9 août 2019, jour de la sortie du single, la lyric vidéo est dévoilée en direct sur Youtube. 
La semaine suivante, le 16 août, Katy Perry et Spotify dévoilent ensemble une vidéo verticale qui illustre la chanson. 
Le jour suivant, elle met en ligne un deuxième épisode de sa série IGTV Potty Jams où elle interprète le single avec son équipe.
Elle annonce le 26 août que le clip accompagnant le single sera disponible le 30 août et aura pour thème la journée internationale du chien. 
Le clip musical sort donc comme prévu le 30 août. Il met en scène l'histoire de Nugget Nugget, chien de la chanteuse, lors du Mutt Ball, concours canin fictif.

## Remix
Le single eu le droit a trois remix, sortis le 11 octobre 2019, soit deux mois après la version originale :
- Téléchargement digital et streaming (Lost Kings Remix) : Small Talk (Lost Kings Remix) — 2:52
- Téléchargement digital et streaming (Sofi Tukker Remix) : Small Talk (Sofi Tukker Remix) — 3:12
- Téléchargement digital et streaming (White Panda Remix) : Small Talk (White Panda Remix) — 3:12

## Support Physique
Le single est sorti le 29 novembre 2019 en disque microsillon (Vinyle) à l'occasion du Black Friday aux États-Unis.
Sur ce disque, un autre titre de la chanteuse y figurait, Never Really Over.

## Crédits
Crédits provenant du site Tidal.
- Katy Perry
- Charlie Puth – producteur, auteur-compositeur
- Johan Carlsson – producteur, auteur-compositeur
- Jacob Kasher – auteur-compositeur
- Peter Karlsson – éditeur vocal, producteur vocal

## Classements et certifications
Small Talk a eu un impact minime après sa divulgation.
Aux États-Unis, elle est entrée en tant que no 81 dans le US Bilboard Hot 100 et n'a pas eu d'évolution.
Au Canada, elle a atteint la position no 56 tandis qu'en Australie elle est montée à la 33e position.
Dans le classement UK Singles Charts, chanson de Katy Perry a atteint la position 43.
Ce n'est qu'en Écosse que Small Talk a eu un petit succès en atteignant la 18e position. Ce petit succès est expliqué, l'Écosse est l'un des rares pays dans laquelle la chanson eu une campagne publicitaire[réf. nécessaire].
| Chart (2019)                                 | Meilleure Position |
| -------------------------------------------- | ------------------ |
| Australie (ARIA)                             | 33                 |
| Belgique (Ultratip Flanders)                 | 9                  |
| Belgique (Ultratip Wallonia)                 | 21                 |
| Canada (Canadian Hot 100)                    | 56                 |
| Chine Airplay/FL (Billboard)                 | 13                 |
| Écosse (Official Charts Company)             | 18                 |
| États-Unis Billboard Hot 100                 | 81                 |
| États-Unis Adult Top 40 (Billboard)          | 36                 |
| États-Unis Mainstream Top 40 (Billboard)     | 38                 |
| États-Unis Rolling Stone Top 100             | 52                 |
| Irlande (IRMA)                               | 36                 |
| Lituanie (AGATA)                             | 20                 |
| Pays-Bas (Single Top 100)                    | 86                 |
| Mexique Airplay (Billboard)                  | 36                 |
| Nouvelle-Zélande Hot Singles (RMNZ)          | 1                  |
| Portugal (AFP)                               | 93                 |
| République tchèque (Singles Digitál Top 100) | 41                 |
| Royaume-Uni (UK Singles Chart)               | 43                 |
| Slovaquie (Rádio Top 100)                    | 64                 |
| Slovaquie (Singles Digitál Top 100)          | 33                 |
| Suède (Sverigetopplistan)                    | 62                 |
| Suisse (Schweizer Hitparade)                 | 91                 |

| Région | Certification | Ventes/Streams |
| --- | ------------- | -------------- |
| Australie (ARIA) | Or            | 35 000‡        |
| *Ventes selon la certification ^Mise en rayon selon la certification xNon précisé par la certification ‡ventes/streaming selon la certification |               |                |